# Apruebo Dignidad
Apruebo Dignidad (AD) è una coalizione politica cilena creata l'11 gennaio 2021 dal Frente Amplio e Chile Digno voluta principalmente dai due maggiori partiti di tali coalizioni, il Partito Comunista e Convergencia Social, ai quali poi si sono uniti una serie di altre organizzazioni e movimenti.

## Componenti
| Logo | Partito                              | Presidente          |
| ---- | ------------------------------------ | ------------------- |
|      | Partito Comunista del Cile           | Guillermo Teiller   |
|      | Convergencia Social                  | Alondra Arellano    |
|      | Revolución Democrática               | Margarita Portuguez |
|      | Comunes                              | Jorge Ramìrez       |
|      | Federación Regionalista Verde Social | Jaime Mulet         |
|      | Acción Humanista                     | Tomás Hirsch        |
|      | Fuerza Común                         | Fernando Atria      |
|      | Movimento Unir                       | Marcelo Diaz        |
|      | Sinistra Cristiana del Cile          | Fernando Astudillo  |
|      | Izquierda Libertaria                 |                     |

## Risultati elettorali
| Elezione          | Elezione         | Voti      | %     | Seggi    |
| ----------------- | ---------------- | --------- | ----- | -------- |
| Costituenti 2021  | Costituenti 2021 | 1.070.361 | 18,74 | 28 / 138 |
| Parlamentari 2021 | Camera           | 1.325.232 | 20,94 | 37 / 155 |
| Parlamentari 2021 | Senato           | 912.087   | 19,58 | 4 / 27   |

| Elezione           | Elezione | Candidato     | Voti      | %     | Esito  |
| ------------------ | -------- | ------------- | --------- | ----- | ------ |
| Presidenziali 2021 | I turno  | Gabriel Boric | 1.814.809 | 25,83 | Eletto |
| Presidenziali 2021 | II turno | Gabriel Boric | 4.620.671 | 55,87 | Eletto |